# Цилинскис, Эйнарс
Эйнарс Цилинскис  (латыш. Einārs Cilinskis, 28 августа 1963 года) — латвийский политический деятель, химик и экономист. Бывший министр окружающей среды и регионального развития (с 22 января по 14 марта 2014 года). Член партии Национальное объединение. Депутат Верховного Совета Латвийской Республики, 10, 11 и 12 Сеймов Латвии.

## Биография
Родился в Риге. В 1981 году окончил Рижскую 50 среднюю школу. В 1981-1986 годах учился на химическом факультете Рижского Политехнического Института, специальность — инженер-химик. Позже в Рижском техническом университете получил степени бакалавра (1997 год) и магистра (1999 год) по экономики. С 1983 года по 1995 год работал лаборантом, а потом научным сотрудником в Латвийском институте органического синтеза.
В 1990 году был избран в Верховный Совет Латвии. В 1994 и 2005 годах был избран депутатом в Рижскую Думу. Баллотировался в выборах в Сейм в 1993, 1998, 2002 и 2006 годах, но не был избран. Также неудачно баллотировался в 1997 и 2001 годах в Рижскую Думу, в 2004 и 2009 годах в Европейский Парламент. В 2010 году избран в 10-й Сейм от политического объединения Национальное объединение. В 2011 году был избран в 11-й Сейм.
С 22 января по 14 марта 2014 года был министром окружающей среды и регионального развития в правительстве Лаймдоты Страуюмы. Был отправлен в отставку за намерение участвовать 16 марта в ежегодном шествии в честь латвийских легионеров Ваффен СС. После отставки восстановил свой мандат депутата Сейма Латвии.
В октябре 2014 года был избран в 12-й Сейм от политического объединения Национальное объединение. Парламентский секретарь Министерства культуры Латвии с ноября 2014 года. 2020 год — избран в Рижскую думу.

## Награды
- Орден Трёх звёзд III степени (18.02.2000)
- Памятный знак участника баррикад 1991 года